# Šport u 1942.
◄◄ | ◄ | 1939. | 1940. | 1941. | 1942.  | 1943. | 1944. | 1945. | ► | ►►
Arhitektura • Astronautika • Astronomija • Biologija • Film • Fotografija • Glazba • Kazalište • Kemija • Kiparstvo • Knjige • Književnost • Kršćanstvo • Meteorologija • Medicina • Planinarstvo • Politika • Pravo • Promet • Slikarstvo • Strip • Šport • Televizija • Znanost • Zrakoplovstvo • Željeznički promet
Šport u 1942.

## Svijet

### Natjecanja

#### Svjetska natjecanja
- Po pravilima trebalo se održati svjetsko prvenstvo u nogometu, no odgođeno je zbog Drugoga svjetskog rata prije nego što je izabrana zemlja domaćin.

## Hrvatska i u Hrvata

### Ostali događaji
- 14. lipnja: Rukometna reprezentacija NDH odigrala svoju prvu i jedinu međunarodnu utakmicu u velikom rukometu. Bilo je to na NEP-u u Budimpešti protiv Mađarske pred 30.000 gledatelja.[1]

### Rođenja
- 16. ožujka – Josip Gutzmirtl, hrvatski nogometaš († 2009.)

## Vanjske poveznice
|  | Zajednički poslužitelj ima još gradiva o temi Šport u 1942. |